# Radek Zelenka
El doctor Radek Zelenka, interpretado por David Nykl, desempeña un papel muy importante en la expedición internacional de Atlantis.
Originario de la República Checa, es el segundo al mando del grupo científico terrestre. Con un intelecto tan alto como el del
doctor Rodney McKay, ha contribuido en numerosas ocasiones, en el rescate del equipo del teniente-coronel John Sheppard.
De entre sus hazañas destacan el rescate del doctor Rodney McKay, cuando este quedó atrapado en un Jumper en las profundidades del océano, o el gran papel que jugó en la batalla contra dos naves colmenas Wraith, donde consiguió dotar al Orión (crucero de batalla) de armas y escudos durante el tiempo suficiente, dando así posibilidad al Daedalus de escapar de la destrucción.